# モスコーニ・センター
モスコーニ・センター（Moscone Center）はカリフォルニア州サンフランシスコに所在する複合展示施設。1981年に元市長であったジョージ・モスコーニをたたえて完成した。

## 概要
建設は1978年に着工され、ヘルムース・オバタ・カッサバウムが設計を担当した。ヤーバ・ブエナ・ガーデンの真下にある2つのホール『モスコーン・ノース』 (Moscone North) と『モスコーン・サウス』 (Moscone South) 、4番通りに接する3階建ての『モスコーン・ウェスト』 (Moscone West) から成る。大手IT企業の大規模なカンファレンスや、大規模な学会が開かれている。
新たに西側で2003年に完成したWestは、2016年まで毎年Appleが主催するWWDCの会場としても使用されてきた。